# کشار (رود)
رود کشار یکی از شاخه‌های فرعی رودخانه کن است. این رودخانه در مسیر خود از کنار روستاهای کشار بالا و کشار پایین می‌گذرد.